# Aleksandar Đorđević
Aleksandar Đorđević, també escrit Djordjevic, és un exbasquetbolista i actualment entrenador serbi, nascut el 26 d'agost de 1967 a Belgrad (Sèrbia). Amb una alçada d'1,88 metres i un pes de 83 kg va destacar com base, posició en la qual va ser considerat un dels millors jugadors d'Europa dels anys 90. Actualment és entrenador del Bayern de Münic i de la selecció de bàsquet de Sèrbia.
Base titular de la Selecció de bàsquet de Iugoslàvia dels anys 90, va participar activament en la consecució d'importants èxits internacionals com la medalla de plata en els Jocs Olímpics d'Atlanta 1996, la medalla d'or al Campionat del Món de bàsquet de Grècia de 1998, i tres medalles d'or en tres edicions de l'Eurobasket.

## Carrera com a entrenador
Després de la seva retirada com a jugador professional, va iniciar la seva carrera com a entrenador en el club italià Armani Jeans de Milà. Va plegar a finals de la temporada 2006–07. La temporada 2011–12, va tornar a les banquetes per entrenar el Benetton Treviso.
El 2013, Đorđević fou nomenat entrenador de l'equip nacional serbi. Amb Sèrbia, va aconseguir la medalla de plata al Mundial de bàsquet de 2014.
El juny de 2015 el Panathinaikos BC va fer oficial la contractació de Djordjevic com a entrenador per les dues temporades següents.
L'1 d'agost de 2016, Đorđević va signar per dos anys amb el Bayern de Münic.
El 21 d'agost de 2016, va aconseguir la medalla de plata als Jocs Olímpics de Rio, amb l'equip nacional serbi.

## Trajectòria esportiva

### Com a jugador
- Radnicki Belgrad: Categories inferiors
- Partizan Belgrad: 1983-1992.
- Phillips Milan: 1992-1994.
- Fortitudo Bologna: 1994-1996.
- Portland Trail Blazers: 1996.
- FC Barcelona: 1996-1999.
- Reial Madrid: 1999-2002.
- Scavolini Pesaro: 2003-2005.
- Armani Jeans Milano: 2005.

### Com a entrenador
- Armani Jeans de Milano: 2006-2007.
- Benetton Treviso: 2011-2012.
- Selecció de bàsquet de Sèrbia: 2013-2019
- Panathinaikos BC: 2015-2016
- Bayern de Münic: 2016-2018
- Virtus Bologna: 2019-Actualitat

## Palmarès
- 1 Eurolliga: 1991-92, amb el Partizan Belgrad.
  - 1 cop subcampió de l'Eurolliga: 1996-97, amb el FC Barcelona.
- 3 Copa Korac: 1988-89 (Partizan Belgrad), 1992-93 (Phillips Milà] i 1998-99 (FC Barcelona).
- 3 Lliga ACB: 1996-97 i 1998-99 (FC Barcelona), i 1999-00 (Reial Madrid).
  - 1 cop subcampió de la Lliga ACB: 2000-01.
  - 1 cop subcampió de la Copa del Rei de bàsquet: 2000-01.
- 3 Lligues Iugoslaves: 1986-87, 1990-91 i 1991-92.
- 2 Copes Iugoslaves: 1988-89 i 1991-92.
- 1 Medalla de Plata als Jocs Olímpics d'Atlanta 1996.
- 1 Medalla d'Or al Campionat del Món de bàsquet de Grècia'1998.
- 3 Medalles d'Or a l'Eurobasket de Roma'1991, Atenes'1995 i Barcelona'1997.
- 1 Medalla d'Or al Campionat del Món Junior de Bormio'1987.
- 1 Medalla d'Or a l'Eurobasket Junior de Gmunden'1986.
- 1 Medalla d'Or a l'Eurobasket Juvenil de Rousse'1985.

### Distincions individuals
- Escollit "Millor Jugador" de l'Eurobasket de Barcelona de 1997.
- Guanyador del concurs de triples del "ULEB All Star" de València'1994.
- Guanyador del concurs de triples del "FIBA All Star" de Tel-Aviv'1997.
- Mr. Europa (1994 i 1995)